# 冯辅兴
冯辅兴（？—？），北魏外戚，冯熙之子，長樂郡信都縣（今河北省衡水市冀州區）人。

## 生平
文明冯太后的侄子，冯诞、冯修、冯夙、冯聿的兄弟，和侄子、冯诞的儿子冯穆的关系不和，冯辅兴死后，赠相州刺史，祖载在庭，冯穆高车良马，恭受职命，言宴满堂，欢笑自若，被御史中尉、东平王元匡弹劾。

## 子
- 冯灵绍，官至度支郎中，其子冯子琮[2]。
- 冯昕，官至齐州都督、镇东将军、齐州刺史，妻子是冯辅兴妹妹和元延明第三女元智光[3]。